# Épervier du Chili
Astur chilensis
Espèce
Statut de conservation UICN

 LC  : Préoccupation mineure
Statut CITES
L'Épervier du Chili (Astur chilensis) est une espèce d'oiseaux de la famille des Accipitridae. Elle a été séparée de l'Épervier bicolore (Accipiter bicolor) et certaines taxinomies la considèrent toujours comme l'une de ses sous-espèces (HBW, Clements 6e édition, Howard and Moore 3e édition).